# Аюпова, Аида Каримовна
Аида Каримовна Аюпова (род. 25 октября 1970 года, Алма-Ата) — казахстанская скрипачка, лауреат и дипломант республиканских и международных конкурсов. Заслуженный деятель Казахстана (2009).

## Биография
Родилась в городе Алма-Ате. Отец — Аюпов Карим Такенович, ныне покойный, был сотрудником МВД РК. Мать — Азибаева Клара Уалиевна, пенсионерка, ветеран труда, работала проректором Женского педагогического института. Старшая сестра Зауре — профессор права в КазНПУ им. Абая.
Выпускница республиканской музыкальной школы им. Куляш Байсеитовой (1988, с отличием) и Алматинской государственной консерватории им. Курмангазы по классу скрипки под руководством, заслуженного деятеля РК, профессора Н. М. Патрушевой (1988—1993, с отличием).
В 1984 году в возрасте 14-ти лет дала первый сольный концерт на сцене Казахской госфилармонии им. Жамбыла.
В 1993—1997 годах обучалась в Венской консерватории в классе профессора А. Аренкова (окончила с отличием) и прошла стажировку в Венской Академии музыки и изобразительных искусств (1997—1999).
С 1996 года является солисткой Казахской государственной филармонии им. Жамбыла, с 1997 года — солистка Президентского оркестра Республики Казахстан.
В 2001—2002 годах участвовала в успешной этно-группе «Улытау».
В 2008 году совместно с виолончелистом Курманаевым Ермеком Маликовичем стала лауреатом фонда Первого Президента.
2011 — записала клип для кинокомедии «Два пистолета. Неуловимый бриллиант»/«Олимпиада грабителей», «Казахфильм», реж. Денис Куклин и Лев Мариупольский) — мелодия Сен-Санса в обработке Dj Almatronic (Михаил Михайлов).
Владеет русским, немецким и английским языками.

## Дискография
- 2006 — альбом «Незабываемый»[5].
- 2012 — альбом «Маусымжан»

## Фильмография
2006 — «Ночной блюз» (реж. Ардак Амиркулов, «Казахфильм») — скрипачка Айша.

## Награды и премии
- 1985 год — лауреат Республиканского конкурса скрипачей, Алма-Ата.
- 1990 год — лауреат Регионального конкурса скрипачей, Алма-Ата.
- 1990 год — лауреат Всесоюзного конкурса «Содружество-90», Казань.
- 1992 год — дипломант Международного конкурса скрипачей «Шато де Корсильон» во Франции.
- 1996 год — лауреат премии Союза молодёжи Казахстана.
- 2000 год — награждена правительственной наградой «Ерен Енбегi Ушін» (За трудовое отличие).
- 2001 год — Гран-при и золотая медаль на Международном чемпионате исполнительского мастерства (США, Лос-Анджелес) в составе этно-группы «Улытау»[6].
- 2002 год — награждена премией «Тарлан» за выступления в этно-группе «Улытау».
- 2006 год — Медаль «10 лет Парламенту Республики Казахстан»;
- 2009 год — лауреат Премии Фонда Первого Президента Казахстана[1].
- 2009 год — присвоено почётное звание «Қазақстанның еңбек сіңірген қайраткерi» (Заслуженный деятель Казахстана)[7].
- 2011 год — Медаль «20 лет независимости Республики Казахстан»;
- 2021 год — Медаль «30 лет независимости Республики Казахстан»;